# Sorgenfrey平面
在拓撲學，Sorgenfrey平面是一个經常引用到的反例。它是兩條Sorgenfrey線的積（Sorgenfrey線是賦予了下限拓撲的實數線）。Sorgenfrey線和Sorgenfrey平面是以美國數學家 Robert Sorgenfrey命名。
Sorgenfrey平面（現在開始用 {\displaystyle \mathbb {S} }表示）的其中一組基是所有「包含左邊、左下頂點、下邊而不包含其他邊、頂點」的長方形。{\displaystyle \mathbb {S} }上的開集則是這種長方形的並集。
{\displaystyle \mathbb {S} }能作為很多拓撲學上聽起來很可能正確的陳述的反例子。其一，它是林德勒夫空間的積，但它自己不是林德勒夫空間。其二，反對角線{\displaystyle \Delta =\{(x,-x)\mid x\in \mathbb {R} \}}是{\displaystyle \mathbb {S} }上的一個不可數離散子集，所以它是不可分的，但{\displaystyle \mathbb {S} }是可分的。這個例子展示了可分空間的閉子集不一定是可分的。其三，{\displaystyle K=\{(x,-x)\mid x\in \mathbb {Q} \}}和{\displaystyle \Delta \setminus K}是閉集，而且可以證明它們不能被鄰域分離，所以{\displaystyle \mathbb {S} }不是正則空間。這展示了正則空間的積不一定是正則的，甚至展示了更強的結果：有限個完美正則空間的積也不一定是正則的。

### 引用
1. ↑  Steen, Lynn Arthur; Seebach, J. Arthur. . . New York, NY: Springer New York. 1978: 103. ISBN 9780387903125.

### 來源
- Kelley, John L. . van Nostrand. 1955.  Reprinted as Kelley, John L. . Springer-Verlag. 1975. ISBN 0-387-90125-6.
- Robert Sorgenfrey, "On the topological product of paracompact spaces", Bull. Amer. Math. Soc. 53 (1947) 631–632.